# Кос-Істецький сільський округ
Кос-Істе́цький сільський округ (каз. Қос-Естек ауылдық округі, рос. Кос-Истекский сельский округ) — адміністративна одиниця у складі Каргалинського району Актюбінської області Казахстану. Адміністративний центр та єдиний населений пункт — село Кос-Істек.
Населення — 1496 осіб (2021; 1731 у 2009, 2213 у 1999, 2726 у 1989).

## Історія
Станом на 1989 рік існували Ленінська сільська рада (село Ленінське) та Сарибулацька сільська рада (села Ерзерум, Шевченко). 1997 року до складу Ленінського сільського округу була приєднана територія ліквідованого Сарибулацького сільського округу. Тоді ж Ленінський сільський округ перейменовано в сучасну назву. Село Сарибулак було ліквідовано 2019 року.

## Склад
До складу округу входять такі населені пункти:
| Населений пункт   | Колишні назви | Населення, осіб (1989) | Населення, осіб (1999) | Населення, осіб (2009) | Населення, осіб (2021) |
| ----------------- | ------------- | ---------------------- | ---------------------- | ---------------------- | ---------------------- |
| Кос-Істек, село   | Ленінське     | 2058                   | 1806                   | 1541                   | 1496                   |
| --Сарибулак, село | Ерзерум       | 561                    | 407                    | 190                    | -                      |
| Шевченко, село    | -             | 107                    | -                      | -                      | -                      |